# Liste der Monuments historiques in Vergaville
Die Liste der Monuments historiques in Vergaville führt die Monuments historiques in der französischen Gemeinde Vergaville auf.

## Liste der Objekte
| Bezeichnung                 | Beschreibung                                      | Standort                       | Kennzeichnung | Schutzstatus | Datum | Bild |
| --------------------------- | ------------------------------------------------- | ------------------------------ | ------------- | ------------ | ----- | ---- |
| Skulptur Heiliger Eustasius | Kalkstein, farbig gefasst, zwischen 1290 und 1320 | in der Kirche St-Pierre (Lage) | PM57000390    | Classé       | 1970  |      |